# Richard L. M. Synge

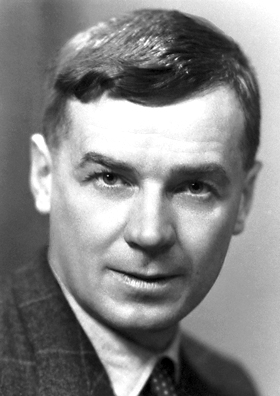
Richard Laurence Millington Synge

Richard Laurence Millington Synge (* 28. Oktober 1914 in Liverpool als Richard Laurence Millington Sing; † 18. August 1994 in Norwich) war ein englischer Biochemiker. Gemeinsam mit Archer J. P. Martin wurde er 1952 mit dem Nobelpreis für Chemie ausgezeichnet.

## Werdegang und Werk
Synge besuchte das Winchester College und studierte anschließend am Trinity College der University of Cambridge, an dem er 1940 schließlich promoviert wurde. Er forschte bei der Wool Industries Research Association, Leeds (1941–1943), am Lister Institute of Preventive Medicine, London (1943–1948), am Rowett Research Institute, Aberdeen (1948–1967) und am Food Research Institute, Norwich (1967–1976). Nach Ende des Zweiten Weltkriegs verbrachte er zudem ein Jahr im schwedischen Uppsala, um dort mit dem späteren Nobelpreisträger Arne Tiselius zusammenzuarbeiten. Von 1958 bis 1959 hielt er sich ein Jahr an der Ruakura Animal Research Station in Hamilton in Neuseeland auf. Daneben hatte er von 1968 bis 1984 eine Honorarprofessur an der University of East Anglia inne.
In seiner Zeit in Cambridge und später Leeds arbeitete er mit Archer J. P. Martin zusammen, mit dem er zusammen die Methode der Verteilungs-Chromatographie entwickelte. Zwischen 1942 und 1948 führte er Untersuchungen an Peptiden des Gramicidin durch, wobei die dabei entwickelten chromatographischen Methoden später unter anderem von Frederick Sanger benutzt wurden, um die Struktur des Insulins zu bestimmen.
Für diese Leistung erhielten er und Martin 1952 den Nobelpreis für Chemie. Für die Auszeichnung waren die beiden jeweils seit 1950 bereits zum dritten Mal von Erik Jorpes nominiert worden; 1950 waren sie zudem von Sune Bergström auch für den Nobelpreis für Physiologie oder Medizin nominiert worden. Weitere Ehrungen umfassen die Aufnahme als Fellow in die Royal Society 1950 sowie in die Royal Society of Edinburgh 1963. 1977 wurde ihm die Ehrendoktorwürde der University of East Anglia und 1988 die Ehrendoktorwürde der Universität Uppsala verliehen.

## Persönliches
Synges zusätzlicher Vorname Millington entspricht einer Tradition unter den männlichen Mitgliedern seiner Familie. Richard Synges Ur-Ur-Ur-Großvater war der Jurist und Botaniker William Roscoe, der sich für die Abschaffung des Sklavenhandels eingesetzt hatte. Seine Familie bestand aus einem englischen und einem ursprünglich irischen Teil, wobei er über letzteren weitläufig auch mit dem Dramatiker John Millington Synge verwandt war. Dabei finden sich sowohl die Namensformen Synge als auch Sing unter seinen Vorfahren; Richard Synges Vater ließ den Familiennamen 1920 von Sing in Synge ändern.
Synge war ab 1943 mit der Chirurgin Ann Davies Stephen (1916–1997) verheiratet, einer Tochter der beiden Psychoanalytiker Karin Stephen und Adrian Stephen sowie unter anderem die Nichte der Schriftstellerin Virginia Woolf und der Malerin Vanessa Bell, die alle vier der sogenannten Bloomsbury Group angehörten. Ihre Tante mütterlicherseits war die Frauenrechtlerin Ray Strachey. Über Ann war Richard Synge auch mit dem Fotografen Nigel Henderson verschwägert, mit dem ihre Schwester Judith verheiratet war. Mit Ann hatte er insgesamt acht Kinder, von denen eines im Kindsalter verstarb.
In Studienzeiten war Synge bekennender Marxist und gehörte in den 1930er und 1940er Jahren der Kommunistischen Partei Großbritanniens an. 1949 wurde ihm daher die Einreise in die Vereinigten Staaten verwehrt. Zudem war er aktives Mitglied in der Gewerkschaft Association of Scientific Workers. Später engagierte er sich gemeinsam mit seiner Frau Ann in der Friedensbewegung, war Schatzmeister des lokalen Friedensrats in Norwich und unter anderem Mitglied der Scientists Against Nuclear Arms und der Campaign for Nuclear Disarmament.
Sein Nachlass befindet sich seit 1998 in der Bibliothek des Trinity College in Cambridge.